# Brenda Taylor
Brenda Susan Taylor (ur. 28 października 1962 w Nanaimo) – kanadyjska wioślarka. Dwukrotna złota medalistka olimpijska z Barcelony.
Igrzyska w 1992 były jej jedyną olimpiadą. Osada w składzie Kirsten Barnes, Jessica Monroe, Taylor i Kay Worthington triumfowała w rywalizacji czwórek bez sternika, wszystkie cztery wioślarki płynęły także w zwycięskiej kanadyjskiej ósemce. Rok wcześniej w tych samych konkurencjach zwyciężała na mistrzostwach świata.